# Carlos Frontaura y Vázquez
Carlos Frontaura y Vázquez (Madrid, 1834 - 22 d'octubre de 1910) fou un escriptor, dramaturg i periodista espanyol.

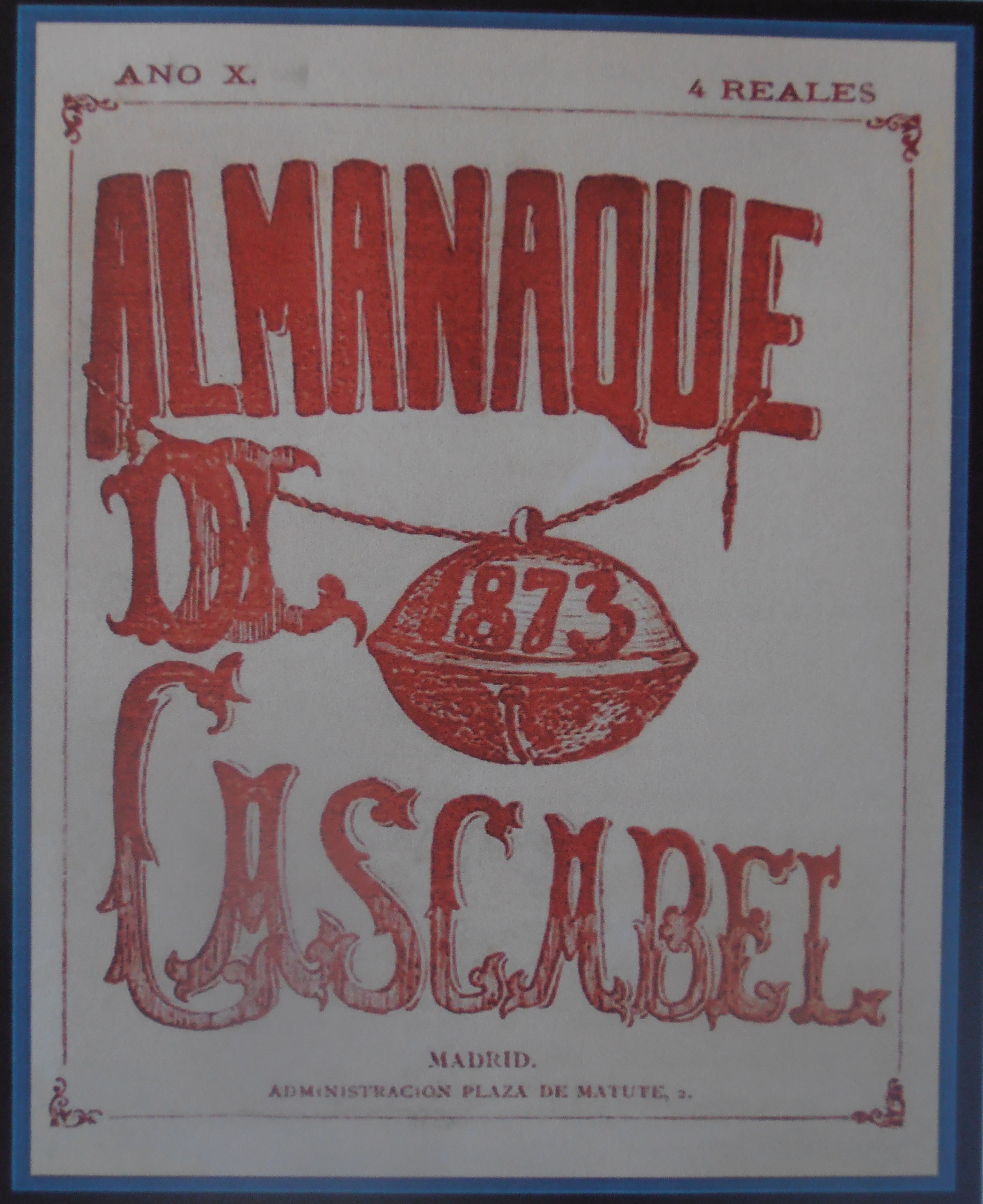
Portada de la revista El Cascabel de 1873, fundada per Carlos Frontaura

Ja des de molt jove es donà conèixer avantatjosament en la premsa com a redactor o col·laborador dels diaris polítics La España, El Estado, El Gobierno i El Dia i poc temps després el 1863 fundà el cèlebre setmanari satíric El Cascabel, que des dels primers moments conquerí una popularitat extraordinària. En aquell diari es donaren a conèixer, entre d'altres, Ricardo Sepulveda, Constantino Gil i Teodoro Guerrero y Luengo. La musa enjogassada, fàcil i alegre de Frontaura campejà molt temps en les columnes de El Cascabel i la seva sàtira inofensiva i benintencionada alegrà als nombrosos lectors amb què contava.
Després fundà Los Niños, La edad Dichosa i La Infancia, publicacions dedicades als infants i que assoliren també gran acceptació, així com La Risa i La Gran Via; però cap d'elles arribà a El Cascabel, que per espai de dotze anys (1863-75) fou el primer diari satíric d'Espanya. Monàrquic convençut, contribuí amb les seves campanyes periodístiques a la Restauració i una vegada realitzada aquesta, fou cap de secció en la presidència del Consell de ministres, governador civil de diverses províncies, director de la Gaceta de Madrid, cap de Beneficència general en el ministeri de Governació i cap de política en aquest i secretari del govern civil de Madrid.
Com a novel·lista fou un dels més fecunds i populars d'Espanya en l'últim terç del segle xix, distingint-se les seves obres d'aquest gènere per una encertada observació del natural, malgrat que amb certa tendència a caricaturitzar els tipus i, sobretot, pel plàcid ambient que es desenvolupen, ja que sempre veia el cantó bo de la Humanitat. Així els seus tipus són bonatxons i un xic cursis i no arriben mai a la tragèdia.
Els seus Sermones de dona Paquita constitueixen un verdader model de dona amb molt de seny, honrada i plena de sentit comú que totes les nits aconsella al seu marit la seva norma de conducta per a l'endemà.
També són notables les col·leccions d'articles de costums Las tiendas, Tipos madrileños, Galeria de matrimonios, Los tundos, en els quals, amb l'aparença d'un humorista, campeja la més sana moral.
Com a novel·lista pròpiament dit, produí Brigida, Miedo al hombre, i entre les seves obres restants, més de 70 en total, algues d'elles traduïdes a l'alemany, francès i portuguès, ca citar el Viaje cómico á la Exposición de París i Blanco y Negro (1891). També cultiva el teatre amb èxit, sent les seves obres principals: 
- En las astes del toro;
- Pepe Carranza;
- El caballo blanco, sarsuela amb música de Manuel Fernández Caballero i estrenada a Madrid per la tiple Josefa Murillo.
- El corneta;
- El hijo de don José;
- El hobre feliz;
- Doña Mariquita;
- Los pecados capitales;
- El mundo;
- Los conspiradores??;
- El filántropo;
- El elixir de amor;
- El novio de la China;
- Matilde y Malek Adel;
- El duende del mesón;
- La Giralda;
- La señora del sombrero;
- Los criados;
- Un Caballero particular, i l'adaptació de Campanone.

Amb el seu amic entranyable Teodoro Guerrero fundà la interessant biblioteca de novel·listes morals titulada Cuentos de salón, generós intent contra la pornografia en la literatura que ja llavors començava apuntar. Havia col·laborat assíduament en La Ilustración Española y Americana i a Barcelona, on residí per espai d'algun temps, dirigí el diari El Principado. En els últims anys de la seva vida visqué totalment allunyat de les lletres i la política i era delegat a Madrid de la Societat de segurs La Catalana.